# 天主教包奇教區
天主教包奇教區 （拉丁語：Dioecesis Bauchiana）是尼日利亞一個羅馬天主教教區，屬喬斯總教區。
教區的前身是一個宗座代牧區，成立於1996年7月5日，2003年12月12日升為教區。
教區包括塔拉巴州和貢貝州。2012年有教友78,000人（佔轄區人口1.2%）、廿三個堂區、三十六名司鐸。現任教區主教為馬拉基‧若望‧格爾托克。

## 歷任教長
- 方濟‧若望‧摩爾†（1996年7月5日—2010年1月20日）
- 馬拉基‧若望‧格爾托克（2011年3月18日—）